# Weißkernauge

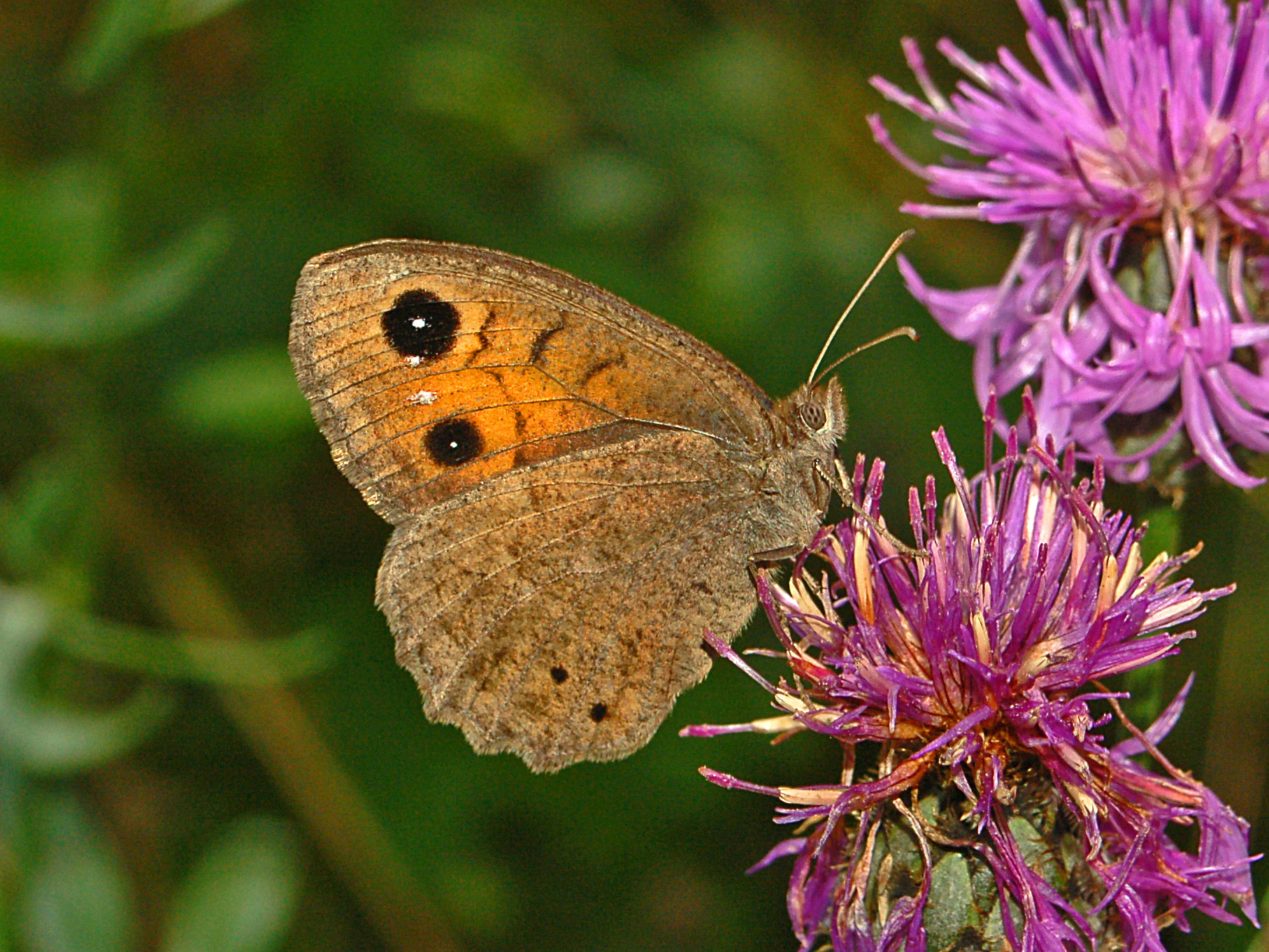
Flügelunterseite des Weibchens

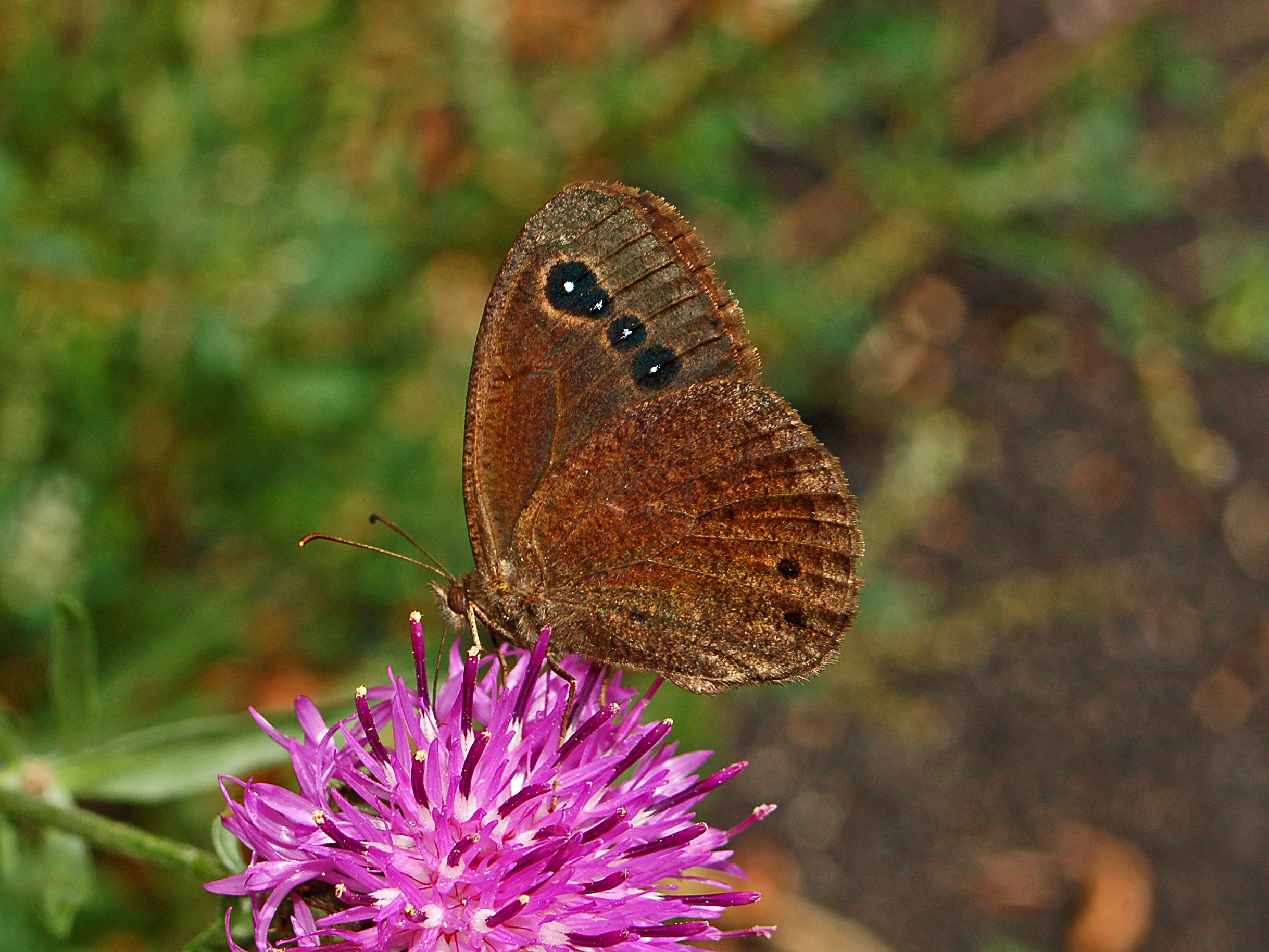
Flügelunterseite des Männchens

Das Weißkernauge (Satyrus ferula), zuweilen auch Südlicher Waldportier genannt, ist ein Schmetterling (Tagfalter) aus der Familie der Edelfalter (Nymphalidae). 

## Merkmale

### Falter
Die Falter erreichen eine Flügelspannweite von 50 bis 60 Millimetern. Ihre Flügeloberseite ist bei den Männchen schwarzbraun und zeigt auf den Vorderflügeln je zwei bis vier kleine schwarze Augenflecke, die weiß gekernt sind. Beim Weibchen sind die Augenflecke deutlich größer und mit einer meist orangefarbenen Binde in der Postdiskalregion unterlegt. Beide Geschlechter variieren in der Färbung, insbesondere der Marmorierung der Unterseiten sehr stark. Diese hat eine Bandbreite von blass gelbbraun über rötlich braun bis zu dunkelbraun. Die Augenflecke der Vorderseite scheinen durch.

### Raupe
Ausgewachsene Raupen sind hellbraun gefärbt und abwechselnd weißlich und dunkelbraun längs gestreift. Der hellbraune Kopf zeigt ebenfalls auffällige dunkle Längsstreifen.

### Ähnliche Arten
Der Blauäugige Waldportier (Minois dryas) unterscheidet sich bei den Männchen eindeutig durch die blaue Zentrierung der Augenflecke. Dieses Merkmal ist bei den Weibchen nicht immer so offensichtlich, jedoch fehlt ihnen eine orangefarbene Postdiskalbinde.

## Verbreitung und Lebensraum
Das Weißkernauge ist in der Schweiz, in Marokko, Südeuropa, Kleinasien, dem Iran, sowie Teilen Zentralasiens und Sibiriens bis zum Himalaya sowie nach Westchina lokal verbreitet. Die Art kommt in Höhenlagen bis zu 2000 Metern vor. Sie besiedelt bevorzugt Magerrasenflächen mit Sträuchern, felsige Hänge und trockene Waldlichtungen.

## Lebensweise
Die Falter fliegen in einer Generation mit der Hauptflugzeit von Mitte Juni bis Mitte August. Sie saugen zuweilen an Skabiosen- (Scabiosa) und Distelblüten. Die Eier werden einzeln an dürre Grashalme geheftet, aus denen im Spätsommer die jungen Raupen schlüpfen. Diese ernähren sich von verschiedenen Schwingelarten (Festuca), überwintern und verpuppen sich im Mai des folgenden Jahres.